# Gobioides grahamae
Gobioides grahamae é uma espécie de peixe da família Gobiidae e da ordem Perciformes.

## Morfologia
- Os machos podem atingir 17,3 cm de comprimento total.
- Número de vértebras: 26.[5][6]

## Habitat
É um peixe de clima tropical e demersal.

## Distribuição geográfica
É encontrado no Oceano Atlântico ocidental: desde as Guianas até ao Norte do Brasil.

## Observações
É inofensivo para os humanos.